# 代勒杜勒 (阿德拉爾區)
28°1′N 0°26′W / 28.017°N 0.433°W

代勒杜勒（阿拉伯语：‎），是阿爾及利亞的城鎮，位於該國西南部阿德拉爾省，由奧格魯特區負責管轄，面積1,210平方公里，2008年人口8,647，人口密度每平方公里7人。